# Basso profilo - The Mixtape
Basso Profilo - The Mixtape è il quinto mixtape del rapper italiano Inoki, pubblicato il 25 dicembre 2016 dalla Rap Pirata.

## Tracce
1. Benvenuti – 2:59
2. Basso profilo – 3:37
3. Preso bene – 3:42
4. We Goin On (feat. Big Rapo, Mazza Ken) – 2:59
5. Street Requiem RMX (feat. Brain, Brenno, Mopasha) – 3:29
6. Te se mai fatto? RMX (feat. Zinghero, Balo1, Chapo) – 5:27
7. It's War (feat. Chapo) – 2:43
8. Nel ghetto (feat. Youss Yakuza) – 3:11
9. A pancia piena (feat. Chapo, Markone) – 3:05
10. Love Boat 2016 (feat. Mad Dopa, Simone Perrone) – 2:40
11. Alla fiera del Kash Pt. II (Eell Shous) – 3:54
12. COV Milano – 2:41
13. Cambiamento (feat. Luca Blindo) – 3:30

## Formazione
Musicisti
- Inoki – voce
- Big Rapo – voce aggiuntiva (traccia 4)
- Mazza Ken – voce aggiuntiva (traccia 4)
- Brain – voce aggiuntiva (traccia 5)
- Brenno – voce aggiuntiva (traccia 5)
- Mopasha – voce aggiuntiva (traccia 5)
- Chapo – voce aggiuntiva (tracce 6, 7 e 9)
- Zinghero – voce aggiuntiva (traccia 6)
- Balo1 – voce aggiuntiva (traccia 6)
- Youss Yakuza – voce aggiuntiva (traccia 8)
- Markone – voce aggiuntiva (traccia 9)
- Mad Dopa – voce aggiuntiva (traccia 10)
- Simone Perrone – voce aggiuntiva (traccia 10)
- Eell Shous – voce aggiuntiva (traccia 11)
- Luca Blindo – voce aggiuntiva (traccia 13)

Produzione
- Bonnot – produzione (tracce 2 e 3), missaggio, mastering, editing
- Big House – produzione (traccia 5)
- Balo 1 – produzione (traccia 6)
- Low Killa – produzione (traccia 7)
- B Dope – produzione (traccia 9)
- Vinnie Brown – produzione (traccia 10)
- Dr. Sospé – produzione (traccia 11)
- Mosé COV – produzione (traccia 12)